# 1. deild islandzka w piłce nożnej (1961)
Sezon 1961 był 50. sezonem o mistrzostwo Islandii. Drużyna Akraness nie obroniła tytułu mistrzowskiego, zdobył go natomiast zespół KR, zdobywając siedemnaście punktów w dziesięciu meczach. Po sezonie spadł zajmujący ostatnie miejsce zespół ÍB Hafnarfjörður.

## Drużyny
Po sezonie 1960 z ligi spadł zespół Keflavík, z 2. deild awansowała natomiast drużyna ÍB Hafnarfjörður wobec czego do sezonu 1961 ponownie przystąpiło sześć zespołów.
| Uczestnicy poprzedniej edycji                                                                                 | Uczestnicy poprzedniej edycji | Uczestnicy poprzedniej edycji | Uczestnicy poprzedniej edycji |
| --- | ----------------------------- | ----------------------------- | ----------------------------- |
| ÍA | Akraness                      | 1                             |                               |
| KRE | KR                            | 2                             |                               |
| FRA | Fram                          | 3                             |                               |
| VAL | Valur                         | 4                             |                               |
| ÍBA | ÍBA Akureyri                  | 5                             |                               |
| Awans z 2. deild                                                                                              |                               |                               |                               |
| ÍBH | ÍB Hafnarfjörður              | 1                             |                               |
| Oznaczenia: - kolumna pierwsza – skróty nazw drużyn, - kolumna trzecia – miejsce zajęte w poprzednim sezonie. |                               |                               |                               |

## Tabela
| Lp. | Drużyna              | M  | Z | R | P | Bramki | Bramki | Różn. | Pkt      | Uwagi              |
| --- | -------------------- | -- | - | - | - | ------ | ------ | ----- | -------- | ------------------ |
| 1   | KR (M)               | 10 | 8 | 1 | 1 | 35     | 11     | +24   | 17\|\|\| |                    |
| 2   | Akraness             | 10 | 7 | 1 | 2 | 17     | 11     | +6    | 15       |                    |
| 3   | Valur                | 10 | 5 | 2 | 3 | 18     | 13     | +5    | 12       |                    |
| 4   | ÍBA Akureyri         | 10 | 4 | 1 | 5 | 23     | 23     | 0     | 9        |                    |
| 5   | Fram                 | 10 | 2 | 2 | 6 | 11     | 17     | −6    | 6        |                    |
| 6   | ÍB Hafnarfjörður (S) | 10 | 0 | 1 | 9 | 5      | 34     | −29   | 1        | Spadek do 2. deild |

## Wyniki
| Gospodarz \ Gość | ÍA  | FRA | ÍBA | ÍBH | KRE | VAL |
| Akraness         |     | 2:0 | 4:1 | 1:1 | 3:1 | 1:0 |
| Fram             | 1:2 |     | 1:6 | 3:0 | 0:2 | 1:1 |
| ÍBA Akureyri     | 0:1 | 2:1 |     | 6:1 | 0:5 | 0:1 |
| ÍB Hafnarfjörður | 0:2 | 1:4 | 1:3 |     | 1:2 | 0:2 |
| KR               | 4:0 | 0:0 | 6:3 | 7:0 |     | 5:2 |
| Valur            | 3:1 | 1:0 | 2:2 | 4:0 | 2:3 |     |

Źródło: Knattspyrnusamband Íslands (isl.)
Objaśnienia:
1Drużyna gospodarzy jest wymieniona po lewej stronie tabeli.
Kolory: zielony – zwycięstwo gospodarzy, żółty – remis, różowy – zwycięstwo gości.

## Najlepsi strzelcy
| Bramki | Strzelcy              | Drużyna      |
| ------ | --------------------- | ------------ |
| 16     | Þórólfur Beck         | KR           |
| 8      | Björgvin Danielsson   | Valur        |
| 7      | Steingrímur Björnsson | ÍBA Akureyri |